# Madre dell'aceto

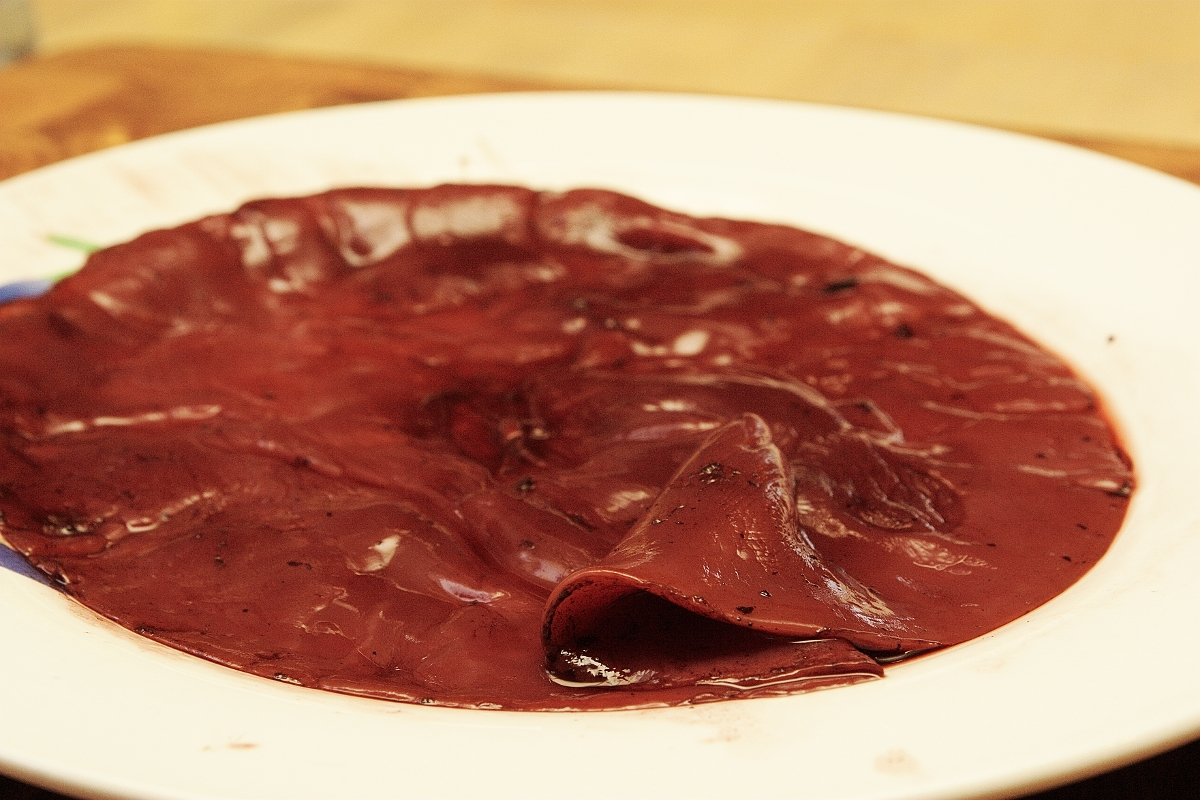
Una madre dell'aceto.

La madre dell'aceto, detta anche mycoderma aceti (dal greco μὑκης, fungo, e δἐρμα, pelle, e dal latino acetum), è una sostanza composta da una forma di cellulosa e da batteri acidi dell'aceto che si sviluppa dalla fermentazione dei liquidi alcoolici e che, con l'ossigeno, trasforma l'alcool in acido acetico. Si forma solo in alcuni casi, non sempre. Microbiologicamente si tratta di uno SCOBY, una matrice composta di polisaccaridi (cellulosa principalmente) prodotta da alcuni ceppi di acetobatteri (Komagataeibacter xylinus) in simbiosi con altri microrganismi, come i lieviti, a scopo di protezione e riserva energetica. Contrariamente a quello che si crede, aggiungere la madre al vino, al sidro o ad altri liquidi alcoolici per produrre l'aceto non è la soluzione migliore: le cellule in essa contenute sono poco vitali, infatti conviene utilizzare il velo che in botte (o altri contenitori) si viene a formare con un corretto sviluppo di acetobatteri. 
Il velo è molto più sottile rispetto alla madre, e somiglia più ad una sospensione sulla superficie del liquido. La madre invece ha una consistenza più dura e gelatinosa e tende ad accumularsi, formando un tappo che impedisce all'aceto di ossigenarsi correttamente e di completare la propria maturazione a carico degli acetobatteri, i quali necessitano di ossigeno per metabolizzare l'alcol al meglio.
La madre inoltre è portatrice di cattivi odori, che possono essere trasmessi al prodotto dopo qualche settimana di contatto. Si tratta quindi di un sottoprodotto che va eliminato dalla produzione di aceti di buona qualità.
La madre può anche formarsi nell'aceto acquistato nei negozi se è presente un po' di zucchero non fermentato e/o dell'alcool contenuto nell'aceto. Anche se non appetitosa alla vista, la madre è completamente innocua.
Viene usata come starter nella produzione del tè kombucha, in quanto in questo caso la simbiosi di acetobatteri e lieviti è in grado di fermentare una bevanda zuccherata del genere.